# パエニバシラス属
パエニバシラス属（Paenibacillus属）は、通性嫌気性で芽胞産生性のグラム陽性真正細菌の属である。元々現在のバシラス属も含んでいたが、1993年に種の再分類が行われ、バシラス属と分離された。多様な環境（土壌、水圏、根圏、植物内部、飼料、昆虫の幼虫、臨床現場での検体など）から検出されている。名前の由来は、ラテン語のpaene である。これは「大体すべて」を意味し、paenibacilliは「大体すべての桿菌」を意味する。
P. larvae は蜜蜂の腐蛆病American foulbroodの原因菌であることが知られている。パエニバシラス・ポリミキサ（P. polymyxa）は窒素固定能を持つ。Paenibacillus sp. JDR-2はメチルグルクロノキシランに分解する。P. vortex とP. dendritiformis は90年代初期に発見された。この2菌種はコロニーで特有の複雑模様を形成する。この模様を上記写真で示す。

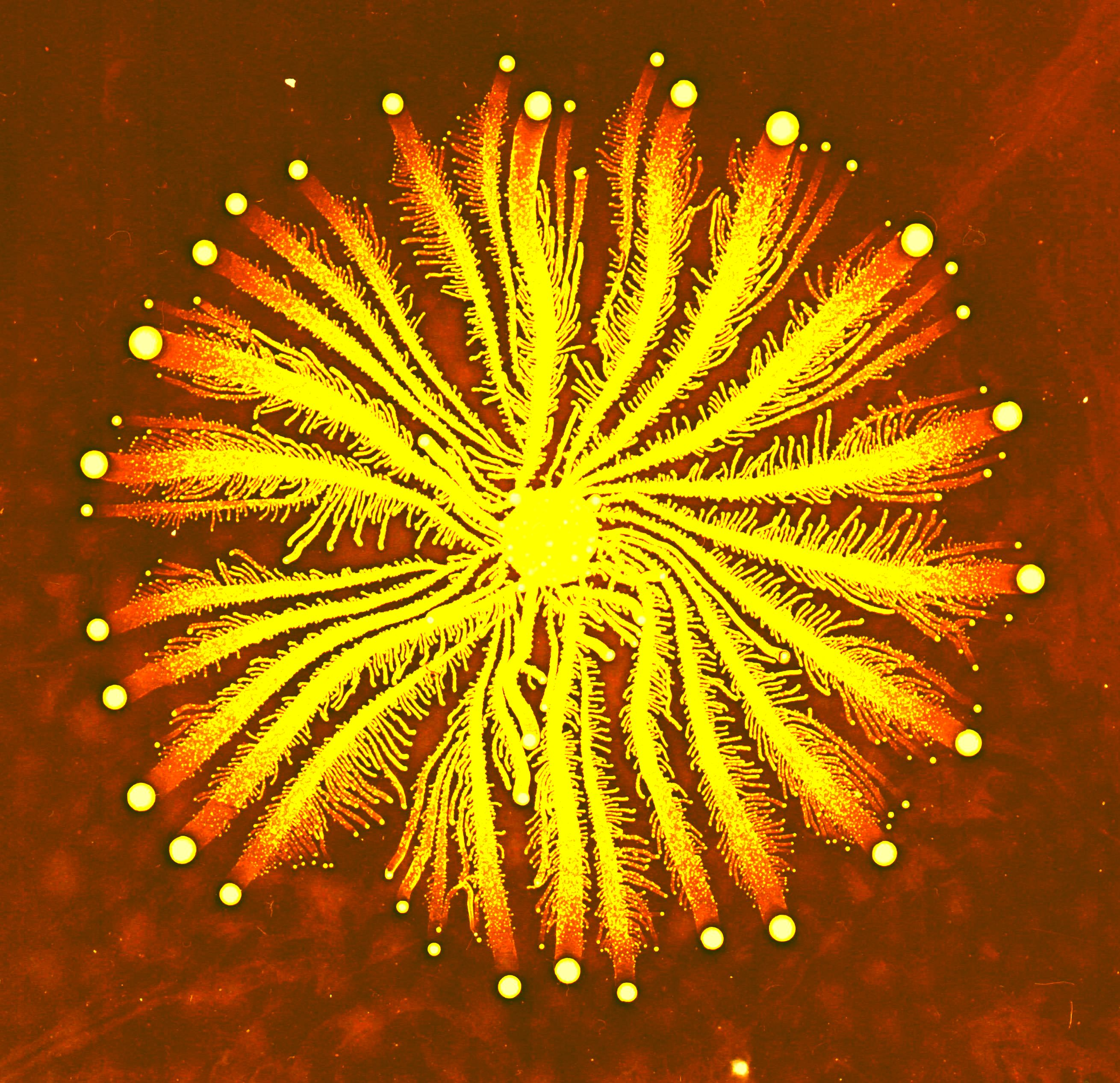
図 1: P. vortex のコロニー: このコロニーの直径は5 cmである。コロニーの色は細胞密度を表し、黄色が強いほど密度が高い。
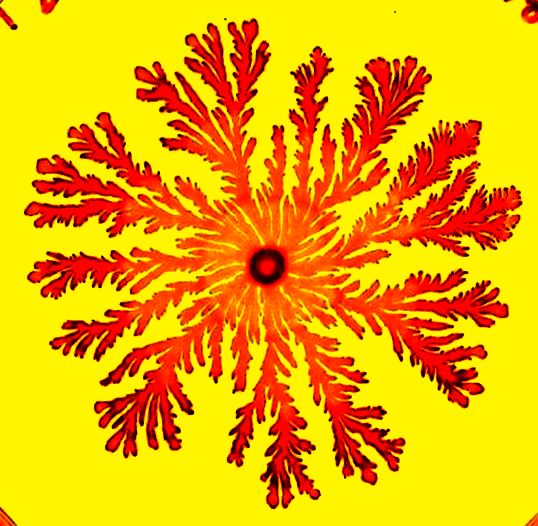
図 2: P. dendritiformis の枝型(先端分岐型)のコロニー: このコロニーの直径は6 cmである。コロニーの色は細胞密度を表し、黒色が強いほど密度が高い。
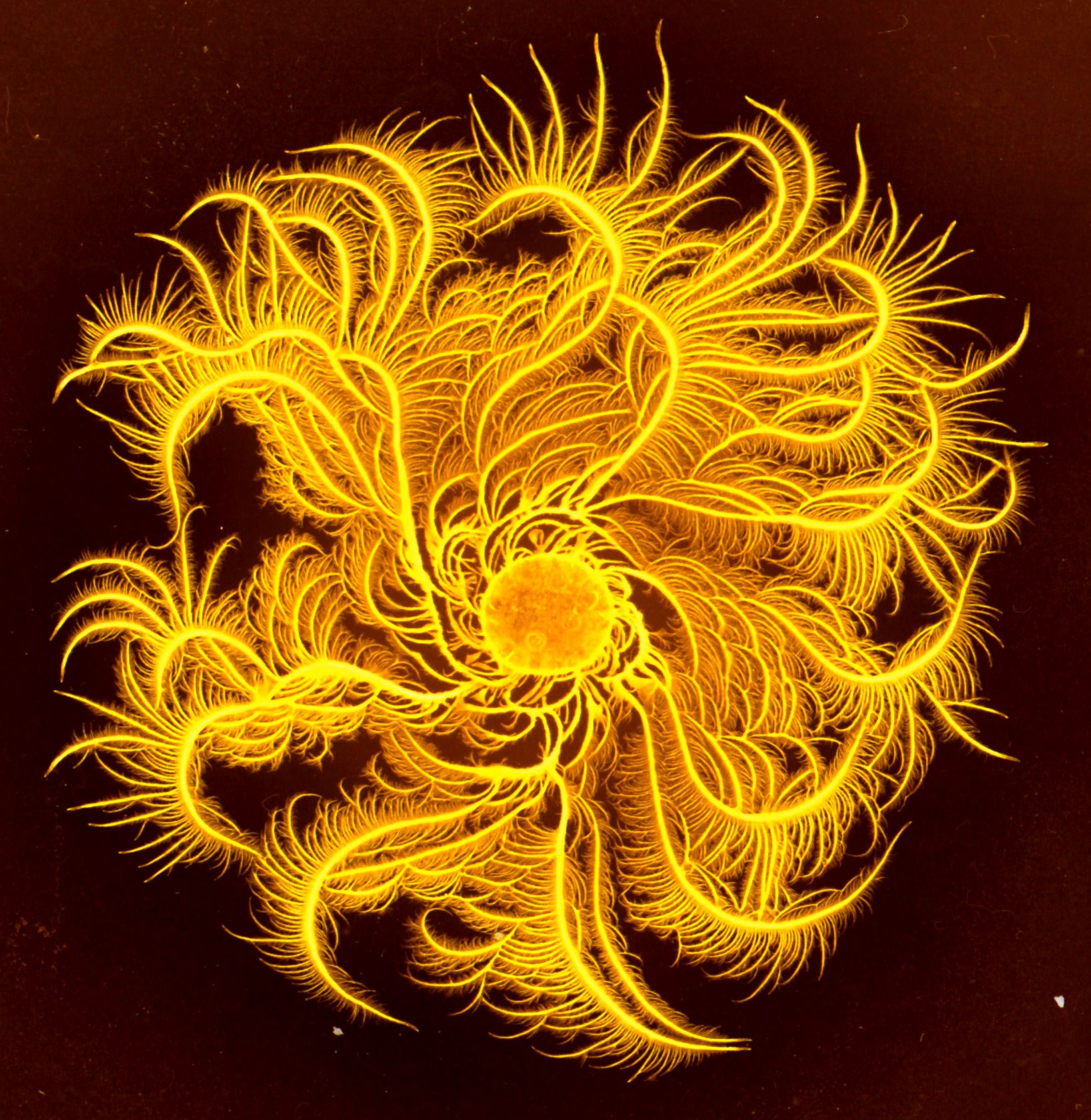
図 3: P. dendritiformis の非対称型のコロニー: このコロニーの直径は5 cmである。コロニーの色は細胞密度を表し、黄色が強いほど密度が高い。枝型と異なり、枝がカールを巻いている。

## 重要性
パエニバシラス属は生育が速いことが知られている。生育速度はこの細菌の有用性の一つである。農業用や園芸用(e.g. P. alvei, P. ehimensis, P. riograndensis, P. polymyxa)、工業用(e.g. P. amylolyticus, P. algorifonticola, P. chitinolyticus, P. dendritiformis, P. xylanilyticus)、医療用(e.g. P. peoriate)で利用されている。アガラーゼ等の菌体外多糖分解酵素やタンパク質分解酵素といった様々な菌体外酵素を生産する。これら酵素は化粧品からバイオ燃料まで様々な化合物の合成反応に利用することができる。パエニバシラス属は真菌、土壌微生物、植物病原菌、ボツリヌス菌Clostridium botulinumなどの広範な微生物に対して抗菌スペクトルを示す物質を生産する。

### 医療用・臨床上
パエニバシラス属は抗生物質を産生し、広範な微生物に対して抗菌スペクトルを示す。抗菌対象にはボツリヌス菌Clostridium botulinumが含まれ、特にPaenibacillus polymyxaが強い抗菌活性を示す。P. polymyxaが産生する抗菌ペプチドはその他の食品汚染の原因菌 ― 大腸菌Escherichia coli、Streptococcus mutans、Leuconostoc mesenteroides、Bacillus subtilis ― に対しても有効である。また、P. polymyxaはLactobacillus属乳酸菌など多くのグラム陽性及び陰性細菌の生育を阻害する。
パエニバシラス属は通常、ヒトや家畜に対して無害であると考えられている。一方で、脳梗塞症治療中の93歳女性がP. polymyxa菌血症を発症したという症例がある。症状は敗血症のそれであった。
Paenibacillus glabratellaはヒラマキガイ科のBiomphalaria glabrata に寄生して白いコブを形成し死に至らしめる。この巻貝は住血吸虫症を媒介するため、その対策に有効である可能性がある。

### 農業用
パエニバシラス属の一部は植物生育促進根圏細菌（PGPR）である。生物農薬として植物根でのコロニー形成で他の微生物（細菌、真菌、線虫）と競合し、植物病原菌の繁殖を抑える。例えば、Fusarium oxysporumが病原菌とするトマト根腐萎凋病に対して防除効果がある。抑制機構は、鉄やアミノ酸、糖類といった資源の利用での競合並びに抗生物質または溶菌酵素の分泌を含む。特に鉄獲得の競合は、根圏での菌叢に大きな影響を与える。いくつかの研究は、PGPRが鉄獲得により菌叢を改変することによって植物生育促進効果を発揮することを示す。これは、土壌中の鉄の大部分は非水溶性形態で存在し、pH 7では非水溶性のFe3+ となるためである。多くの微生物は非水溶性の鉄を利用することができない。
以上の生物農薬としての機能に加え、パエニバシラス属は生物肥料として植物に栄養素を供給する。例えばPaenibacillus peoriaeは生物農薬と生物肥料の両方の効能を持つ。P. peoriaeの肥料効果には窒素分子N2の植物栄養化（窒素固定)および、キチナーゼやプロテアーゼの産生が含まれる。パエニバシラス属の栄養素の供給機構には土壌中のリン酸の可溶化や窒素固定、土壌の汚染物質の分解、植物ホルモンの産生がある。また、植物への鉄の供給も行う。植物は非水溶性の鉄を利用することはできないが、一部のパエニバシラス属は鉄を可溶化させる。例えばP. vortexは鉄獲得遺伝子を持ち、特に鉄制限下でのシデロホアの産生能力を持つ。

## 模様形成と社会性
パエニバシラス属の一部は、寒天培地等の半固体の表面上でコロニー形成する際に、コロニーで複雑な模様を作る。複雑な模様形成は、細胞同士での化学物質による緊密なコミュニケーション、他の細胞との社会性や協調性、そして自己組織化によって成り立つ。自己組織化での模様形成は他の細胞に対する応答能力であり、より高度な多細胞生物への進化に発展し得る機能であると考えられている。

### P. vortexの場合
P. vortex はパエニバシラス属の中で最も特徴的な模様を形成する菌種であり、自己潤滑性と鞭毛運動性を有する。模様は、中心の円から線形が放射状に広がり、更にその線形から細い線形が枝のように伸びている構造である。中心の円は最初の細胞が存在していた場所であり、菌が培地に植菌された場合は植菌地点である。運動速度は10 μm/sである。

### P. dendritiformisの場合
P. dendritiformis が形成する模様は2種類ある。枝型(先端分岐型)と非対称型である。
それぞれの模様を形成する菌株で生理的・遺伝的形質は異なる。例えばβ-ガラクトシダーゼの活性、この酵素活性によるX-gal寒天培地での青色呈色の有無、多剤抵抗性(MDR) (例えばST合剤、ペニシリン、カナマイシン、クロラムフェニコール、アンピシリン、テトラサイクリン、スペクチノマイシン、ストレプトマイシン、マイトマイシンC)。寒天培地で生育した菌株は、液体培地で生育したものに比べて多種の抗生物質に抵抗性を持つ。この抵抗性は、寒天培地上での模様形成に関わる界面活性剤様物質によるものと考えられている。